# 黄定基
黄定基（1913年4月15日—1951年9月21日），原名黄定成，化名贾定基，福建省长汀人。中华人民共和国政治人物。

## 生平
少年时学篾匠维持生计。1929年7月参加红四军。入红军学校学习，毕业后调红十二军34师101团任连长，不久又调少共国际师任连长，率全连战士奋勇杀敌，荣获红军“特级杀敌英雄”称号。长征时在红一师三团先后任连长、代营长。
抗战爆发后，在红军大学学习的黄定成参加了八路军总部教导师干部队赴山西抗日。被总政治部组织部派往山西青年抗敌决死第3总队工作。为不暴露老红军身份，化名为贾定基。先后任第二战区司令长官随营军政干部学校3分校3中队政治指导员、中队长兼军事教官、山西青年抗敌决死队第3纵队游击10团2营5连连长、2营营长、新编2团1营营长、决7团参谋长、副团长和决9团副团长、团长等职。
抗战胜利后，改回原姓，即黄定基。随“临汾旅”这支部队的沿革，先后任晋冀鲁豫军区第八纵队23旅旅长、太岳军区第八纵队23旅旅长、第四纵队第12旅旅长、太行军区独立旅旅长、第18兵团第六十军第179师师长、川北军区副司令员等职。。1949年，率179师进军川西北地区，任川北军区南充军分区司令员，后任川北军区副司令员。7月，肝病复发，病情恶化，转到重庆西南军区总医院，9月21日病逝，终年38岁。